# Боннару
Фестиваль музыки и искусств Боннару (англ. Bonnaroo Music and Arts Festival, или Боннару) — ежегодный музыкальный фестиваль, проходящий на 300-гектарной ферме в городе Манчестер, США. Музыкальный фестиваль обычно начинается на втором четверге июня и длится три – четыре дня. Фестиваль не проводился в 2020 году в связи с пандемией COVID-19 и 2021 году из-за затопления места проведения от дождя, вызванного ураганом Ида. В период фестиваля помимо основной сцены устанавливаются несколько дополнительных, где выступают исполнители различных жанров включающих инди-рок, хип-хоп, джаз, кантри, фолк, американа, госпел, поп-музыку, электронную музыку и других музыкальных направлений. В фестивале также принимают участие различные мастера и ремесленники, которые продают уникальные изделия, есть точки по продаже продуктов питания и напитков, юмористические палатки, кинопалатка, дискотеки и колесо обозрения.

## История
Эшли Кэппс, соучредитель AC Entertainment, разработал концепцию Боннару после отмены в 1999 году рок-фестиваля Hot Summer Nights в Ноксвилле, штат Теннесси. Фестиваль Hot Summer Nights проводился в парке Всемирной выставки, который после 1999 года был частично закрыт из-за строительства поблизости Ноксвилльского Выставочного Центра. Кэппс отмечает, что именно отмена была главной причиной создания Боннару: "Закрытие парка Всемирной выставки для концертов ускорило творческий подход и попытки найти выход из ситуации, 'ОК, если мы больше не можем этого делать, как мы можем по-прежнему участвовать в организации летних концертов под открытым небом,' и именно поэтому проект Боннару был в конечном итоге запущен."
Первый музыкальный фестиваль Боннару состоялся в 2002 году. Создатели выбрали слово «Bonnaroo» (что в переводе с креольского сленга означает "хорошее время") из-за его буквального значения. К тому же создатели фестиваля были под творческим влиянием R&B исполнителя Dr. John (и в частности, его музыкального альбома 1974 года под названием Desitively Bonnaroo), что сыграло немаловажную роль в выборе именно этого названия. «Bonnaroo» происходит от французского «bonne» (хороший) и французского «rue» (улица), что примерно переводится как "лучшее на улице".
Фестиваль начался с основным упором на джем-группы, но значительно изменился в последние годы.

## Исполнители

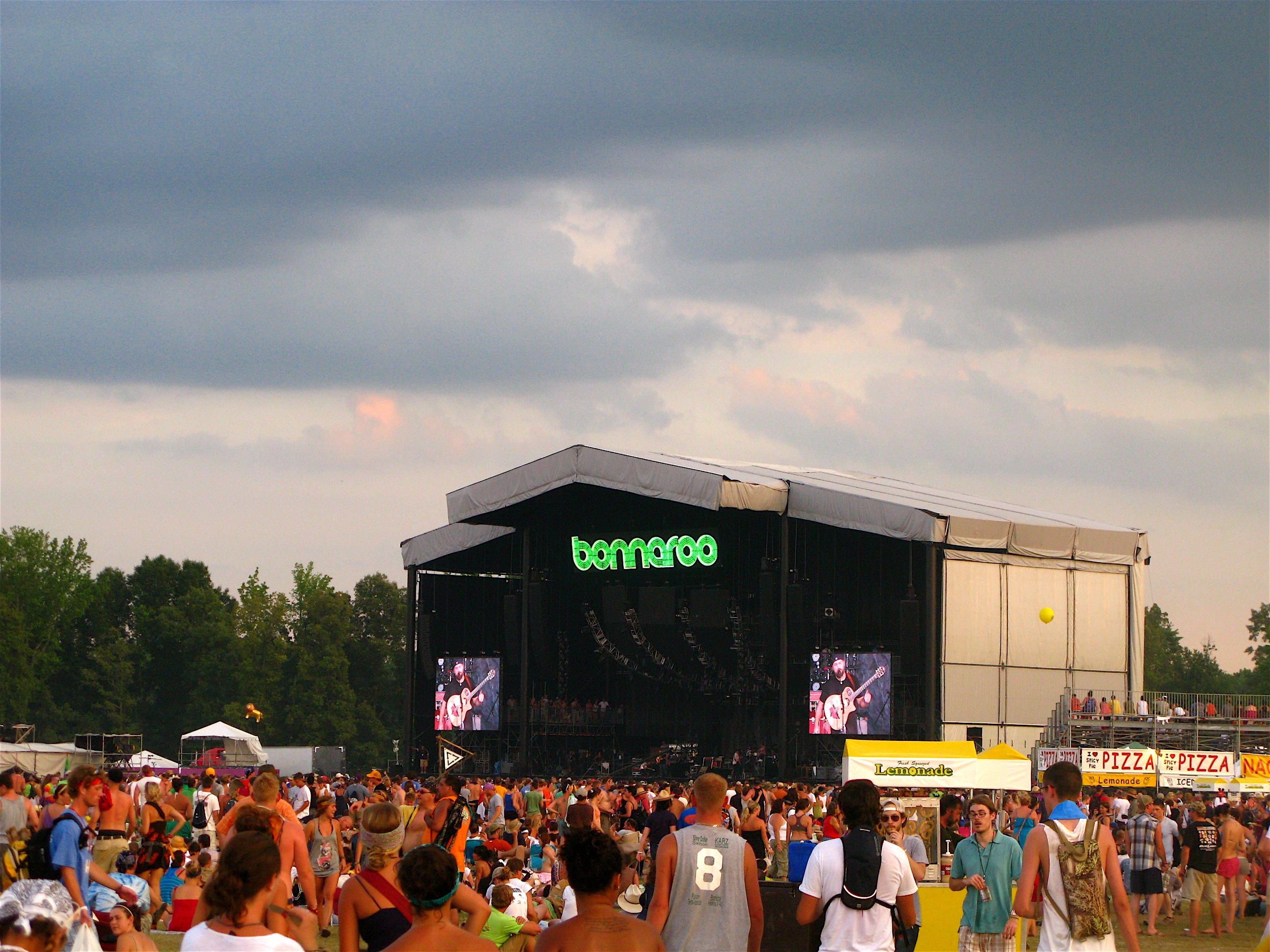
What Stage - одна из двух главных сцен на Боннару.

Из наиболее известных исполнителей уже выступали на сцене Боннару уже выступали: Red Hot Chili Peppers (2012, 2017), Neil Young (2003, 2011), Pearl Jam (2008, 2016), Radiohead (2006, 2012), Bruce Springsteen and the E Street Band (2009), Stevie Wonder (2010), Jimmy Buffett (2009), Jay-Z (2010), The Strokes (2011), Dave Matthews Band (2005, 2010), The Dead, The Allman Brothers Band, James Brown (2003), Tom Petty and the Heartbreakers (2006, 2013), Arcade Fire (2011), Jack Johnson, Kanye West (2008, 2014), Phish (2009, 2012, 2019), Primus, Tool (2007), Bob Dylan (2004), Willie Nelson (2008), The Flaming Lips (2003, 2007, 2010, 2014), Widespread Panic (2002, 2003, 2005, 2007, 2008, 2011), Nine Inch Nails (2009), The White Stripes (2007), My Morning Jacket (2003, 2008, 2011, 2015), The Police (2007), Buffalo Springfield (2011), Eminem (2011, 2018).

## Посещаемость
Примечание: все значения являются приблизительными.
- 2002: 70 000[7]
- 2003: 80 000[8]
- 2004: 90 000[9]
- 2005: 76 000[7]
- 2006: 80 000[7]
- 2007: 80 000[7]
- 2008: 70 000[10]
- 2009: 75 000–80 000[10]
- 2010: 75 000[11]
- 2011: 80 000[12]
- 2012: 100 000[13]
- 2013: 90 000[14]
- 2014: 90 000+[15]
- 2015: 74 000[16]
- 2016: 45 500[16]
- 2017: 65 000[17]
- 2018: неизвестно
- 2019: 100 000[18]
- 2020: 0 (отменён)
- 2021: 0 (отменён)